# Fatih Hilmioğlu
Fatih Hilmioğlu (* 1954 im Kreis Elbistan in der Provinz Kahramanmaraş) ist ein türkischer Hochschullehrer, Dekan und Mediziner.

## Leben
Hilmioğlu machte 1972 an der Ankara Cumhuriyet Lisesi (dt.: Ankara Gymnasium der Republik) sein Abitur und bis 1979 an der medizinischen Fakultät der Hacettepe-Universität seine Ausbildung zum Arzt. Seine Spezialisierung auf innere Krankheiten erfolgte zwischen 1980 und 1985 in Deutschland im Krankenhaus in Hoya und an der Universität Duisburg-Essen. Von 1987 bis 1990 machte er eine Nebenspezialisierung in Ankara am Yüksek İhtisas-Krankenhaus im Bereich Gastroenterologie. Am selben Krankenhaus war er von 1990 bis 1992 gastroenterologischer Hauptassistent. Am 16. Oktober 1991 wurde Hilmioğlu zum Dozenten und am 13. März 1997 zum Professor berufen. 1996 bis 1998 war er Chefarzt des medizinischen Zentrums Turgut Özal.
Vom 26. Januar 1998 bis zum 30. Juni 1998 war er helfender und stellvertretender Dekan der medizinischen Fakultät. Am 30. Juni 1998 wurde er zum Dekan der medizinischen Fakultät bestimmt. Er spricht neben Türkisch auch Deutsch und Englisch, ist verheiratet und hat zwei Kinder. Bis zu seiner Verhaftung war er der Direktor der İnönü-Universität in Malatya.

## Ergenekon-Ermittlungen
Hilmioğlu wurde 2009 im Rahmen der Ergenekon-Ermittlungen zusammen mit anderen Universitätsdirektoren festgenommen und stand unter Verdacht, zusammen mit anderen einen Sturz der Regierung Recep Tayyip Erdoğans und seiner Partei AKP geplant zu haben. Dieser vermeintliche Komplott erwies sich nach dem Jahre 2013 als erfundenes Konstrukt, dessen juristische Aufarbeitung im Rahmen der Revision bis zum 1. Juli 2019 andauerte. Der von Anhängern der Gülen-Bewegung und angebundener Organisationen angestrengte Prozess hatte das Ziel, die militärische Struktur des Staates sowie die politischen Opposition zu schwächen. Im Zuge dessen wurde Hilmioğlu im April 2009 in Haft genommen. Am 5. August 2013 kam der Urteilsspruch des Ergenekon-Prozesses, im Rahmen dessen Hilmioğlu zu 23 Jahren Haft verurteilt wurde. Im Jahre 2012 wurde während Hilmioğlus Haft sein Sohn in einen Verkehrsunfall verwickelt, an dessen Folgen er starb. Die Erlaubnis seinen Sohn noch rechtzeitig besuchen zu können wurde ihm verwehrt und lediglich eine Anreise per Landweg erlaubt, so dass es dem Hochschullehrer nur noch möglich wurde an der Beerdigung seines inzwischen verstorbenen Sohnes teilzunehmen.
Hilmioğlu und die anderen Festgenommenen werden als Säkularisten bezeichnet, die Mustafa Kemal Atatürk verpflichtet sind und die AKP als Islamisten ansehen. Der immer noch inhaftierte Hilmioğlu soll im Cerrahpaşa-Krankenhaus stationär in Behandlung sein. Carol Corillon, Direktorin der Organisation The International Human Rights Network of Academies and Scholarly Societies, rief in einem offenen Brief dazu auf, dass weltweit wissenschaftliche Fakultäten in Schreiben an die türkische Regierung die Freilassung ihrer Kollegen, darunter auch namentlich genannt Hilmioğlu, fordern sollten.
Im Berufungsverfahren, dessen Urteilsverkündung am 1. Juli 2019 erfolgte, gab es für Hilmioğlu und 234 Personen, die im Rahmen des Ergenekon-Prozesses schuldig gesprochen worden waren, Freisprüche.